# ヤンネ・パルヴィアイネン
ヤンネ・パルヴィアイネン (Janne Parviainen、1973年 - )は、フィンランドのヘヴィメタルミュージシャン (ドラマー)。ファミリーネームが、パーヴィアイネンと書かれることもある。現在は、エンシフェルムとValvetで活動している。また、過去にはワルタリやシナジー、Barathrum、Zwanzigerといったバンドで活動していた。
ドラムス以外を担当することは少ないが、極一部のアルバムでバックボーカルやバウロンも演奏している。

## 略歴
1988年にスピードメタルバンド、Zwanzigerを結成。同バンドは1989年にデモシングル『Studied to Be Civilized / The Paint』をリリースしたのみで解散している。1990年にワルタリに加入。2002年に脱退するまで、7枚のアルバムと、7枚のシングル/EP、1本のビデオでプレイしている。ワルタリで活動中の2000年には、ブラックメタルバンドBarathrumに加入。2007年に脱退するまで2枚のアルバムに参加した。
ワルタリ脱退後には、キンバリー・ゴスやアレキシ・ライホが中心人物であるパワーメタルバンド、シナジーに加入。その後、同バンドは自然消滅の形で解散。ヤンネが加入したのは、3rdアルバム『Suicide by My Side』のレコーディング終了後であるので、ヤンネはシナジーの音源には参加していない。2005年には、オリヴァー・フォキンに代わって、ヴァイキングメタルバンド、エンシフェルムに加入。エンシフェルムで最初に参加した音源は、EPの『Dragonheads』である。同音源はヤンネ加入後のすぐにレコーディングが始まり、翌年の初めにリリースされた。現在まで同バンドをメインに活動を続けている。
また、2006年にはプログレッシブ・メタルバンド、Valvetを結成。同バンドは、数枚のデモテープを作製したが、現在は活動状況は不明となっている。

## ディスコグラフィ

### エンシフェルム
- 2006年 Dragonheads (EP)
- 2006年 10th Anniversary Live (DVD)
- 2007年 Deathbringer from the Sky (Single)
- 2007年 One More Magic Potion (Single)
- 2007年 Victory Songs
- 2009年 From Afar (Single)
- 2009年 From Afar
- 2010年 Stone Cold Metal (Single)
- 2012年 Burning Leaves (Single)
- 2012年 Unsung Heroes

### ワルタリ
- 1991年 Good God (Single)
- 1992年 Torcha !
- 1992年 Aika Tuulee (EP)
- 1994年 So Fine!
- 1994年 Misty Man (Single)
- 1994年 So Fine (Single)
- 1995年 Big Bang
- 1995年 Atmosfear/Feel! (Single)
- 1995年 The Stage (Single)
- 1996年 Yeah! Yeah! Die! Die! - Death Metal Symphony In Deep C
- 1996年 Move (Single)
- 1997年 Space Avenue
- 1999年 Radium Round
- 1999年 Evankeliumi (Video/VHS)
- 2000年 Channel Nordica

### Barathrum
- 2002年 Venomous
- 2002年 Black Flames and Blood (Single)
- 2005年 Anno Aspera: 2003 Years After Bastard's Birth

### Zwanziger
- 1989年 Studied to Be Civilized / The Paint (Single)